# Radobica
Radobica es un municipio del distrito de Prievidza en la región de Trenčín, Eslovaquia, con una población estimada a final del año 2024 de 574 habitantes.
Se encuentra ubicado al este de la región, cerca del río Nitra (cuenca hidrográfica del Danubio) y de la frontera con las regiones de Banská Bystrica y Žilina.

## Demografía
| Año        | 1994 | 2004    | 2014    | 2024    |
| ---------- | ---- | ------- | ------- | ------- |
| Población  | 621  | 566     | 555     | 574     |
| Diferencia |      | −8,85 % | −1,94 % | +3,42 % |

| Año        | 2023 | 2024    |
| ---------- | ---- | ------- |
| Población  | 580  | 574     |
| Diferencia |      | −1,03 % |